# Лысая гора (Красный Ключ)
Лысая гора — возвышенность и урочище на левом берегу реки Уфа. Входит в Уфимское плато (Южный Урал). Из-под юго-западного склона горы выбивает самый большой родник в России и второй по величине в Европе источник Красный Ключ (выходит на поверхность часть вод Яманелги).
Высота возвышенности 300 м, над уровнем реки Уфы возвышается на 194 м. По горе идет большая полоса, на которой отсутствуют деревья и кустарники. Длина полосы около 500 м. На других сторонах растёт ель.
Лысая гора является привлекательным туристическим объектом. У её подножья располагается горнолыжный комплекс «Красный Ключ», на склоне организована горнолыжная трасса. Организуются летние пешие походы
С горы открывается вид на сёла Пушкино и Красный Ключ. Превалирующая высота над местностью позволила обустроить на вершине горы телерадиопередающую вышку.
Лысая гора карстовая — содержит большие залежи известняка. Из-за него цвет воды родника Красный Ключ белёсо-голубоватый, поэтому родник долгое время носил название Белый Ключ, однако после Октябрьской революции его переименовали. На роднике, у подножия Лысой горы, находилась бумагоделательная фабрика, а непосредственно на самом потоке — мельница, которая перемалывала древесину.
Рядом с горой располагается компания ОАО «Башуралмонолит».